# Пишел-Гаек, Владимир Фёдорович
Владимир Фёдорович Пишел-Гаек (чеш. Vladimir Pišel-Gajek; 28 сентября 1905, Малая Зубовщина, Волынская губерния — 18 июня 1984, Оломоуц, Североморавский край) — советский и чехословацкий медик, полковник. Участник Великой Отечественной войны. Во время оккупации Севастополя был подпольщиком.

## Биография
Родился 28 сентября 1905 года в селе Малая Зубовщина (сейчас — Житомирская область). Чех по национальности. Окончил педагогический техникум (1926) и Одесский медицинский институт (1933).
В 1934 году был призван в Красную армию в качестве младшего врача полка. С 1939 года — врач-хирург 47-го медико-санитарного батальона 25-й стрелкой дивизии.
Во время Великой Отечественной войны участвовал в обороне Одессы и обороне Севастополя. Военврач 3-го ранга. В Севастополе работал в штольнях Инкермана, где располагался дивизионный медсанбат № 47 и походно-полевые госпитали № 316, 76, 356.
Дважды оперировал после ранений снайпера Людмилу Павличенко, Героя Советского Союза, у Пишел-Гаека на руках умер после операции от тяжёлого осколочного ранения её напарник снайпер Леонид Киценко. Про вторую операцию она пишет: «Осколок сделал глубокий разрез на правой скуле, оторвал мочку правого уха, также от ударной волны произошло повреждение барабанной перепонки и общая контузия. Меня доставили в наш дивизионный медсанбат № 47. Замечательный доктор Пишел-Гаек в очередной раз наложил швы на мою фронтовую рану. На следующий день в медсанбат пришел приказ о подготовке партии раненых к эвакуации в Новороссийск, и мое состояние хирург нашел подходящим для такого путешествия».
В июле 1942 года попал в плен, откуда вышел решением немецкого командования вместе с группой медиков для борьбы с тифом в оккупированном Севастополе. Работал в больнице для городского населения, которая располагалась в помещении школы № 14, а позднее в амбулатории Морской комендатуры.
В мае 1943 года стал членом Коммунистической подпольной организации в тылу у немцев (КПОВТН). Помогал собирать сводки Совинформбюро для подпольной типографии. Обеспечивал медикаментами товарищей, выдавал фиктивные документы и справки, которые помогали избежать депортации в Германию. Укрывал под видом психических больных бежавших военнопленных и подпольщиков.
С 1944 по 1946 год — врач-хирург эвакогоспиталя при Польской армии. Майор. Был демобилизован 1 марта 1947 года.
После этого эмигрировал в Чехословакию, где окончил лечебный факультет Пражского университета. Вёл врачебную практику в Праге. В 1947 году переехал в Оломоуц, где сначала работал хирургом в военном госпитале, а затем стал его начальником. В 1961 году снова оперировал Людмилу Павличенко. С 1967 года в звании полковника медицинской службы находился в запасе. Печатался в военно-медицинских изданиях Польши и Чехословакии.
Скончался 18 июня 1984 года в Оломоуце.

## Награды и звания
СССР
- Орден Красной Звезды[1]
- медаль «За оборону Одессы»,
- медаль «За оборону Севастополя»,
- медаль «За освобождение Варшавы».

ПНР
- орден «Крест Грюнвальда»,
- знак отличия «Крест Заслуги» II степени,
- знак отличия «Крест Заслуги» I степени,
- медаль «За Варшаву 1939–1945»,
- памятный знак «Грюнвальд – Берлин 1410–1945»

ЧССР 
- орден Красной Звезды
- «Военный крест»,
- нагрудный знак «Заслуженный врач ЧССР»,
- нагрудный знак «Заслуженный борец против фашизма»
- и другие.